# Martin McKay
Martin McKay (* 5. Juni 1937 in Belfast; † 14. Juni 2007 in Allentown (Pennsylvania)) war ein irischer Radrennfahrer.

## Sportliche Laufbahn
McKay war im Bahnradsport aktiv. Er war Teilnehmer der Olympischen Sommerspiele 1960 in Rom. Im Sprint schied er in der 2. Runde aus. Neben Michael Horgan war er der einzige Starter Irlands im Bahnradsport.